# 折居站
折居站（日语：／ Orii eki */?）是位於島根縣濱田市西村町，西日本旅客鐵道（JR西日本）的山陰本線車站。所有快速列車停站。

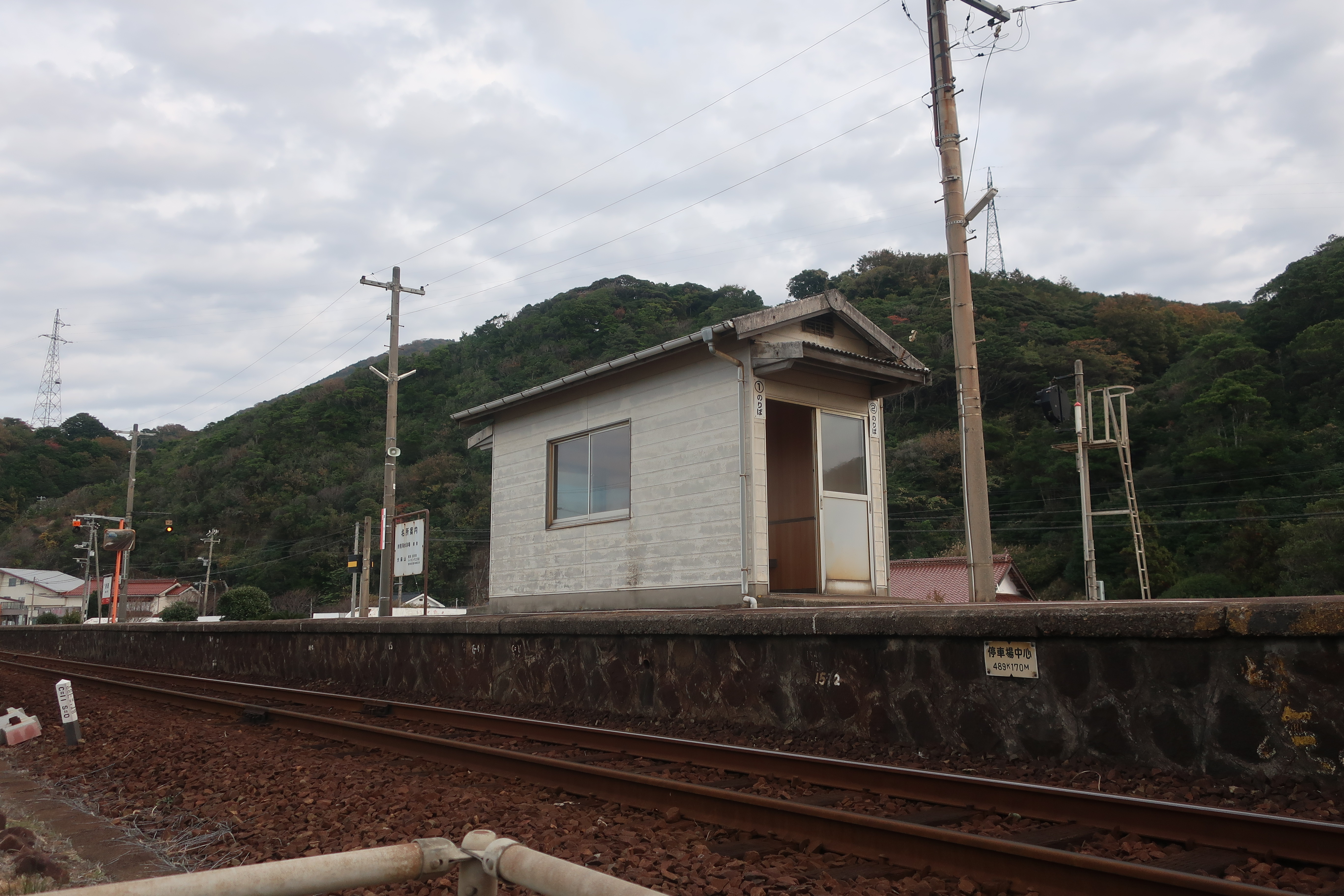
候車室(2022年11月)

## 歷史
- 1924年（大正13年）4月1日 - 國有鐵道山陰本線周布站至三保三隅站之間開業[1]。為旅客車站，許可行李起卸[1]。
  - 當時車站地址為島根縣那賀郡大麻村（日语：大麻村）西村。
- 1939年（昭和14年）4月20日 - 開始貨物起卸業務[2]。
- 1947年（昭和22年）7月1日 - 開始車攜貨運起卸業務[3]。
- 1955年（昭和30年）4月1日 - 部分大麻村編入濱田市（第一次），車站地址為島根縣濱田市西村町。
- 1962年（昭和37年）10月1日 - 終止貨物起卸業務。
- 1987年（昭和62年）4月1日 - 伴隨國鐵分割民營化，車站由西日本旅客鐵道（JR西日本）營運。
- 2005年（平成17年）10月1日 - 隨著濱田市（第二次）成立，車站地址為現時位置。
- 2019年（令和元年）7月27日 - 車站外牆塗上新裝[4]。

## 車站構造
本站是地面車站，設有1面2線的島式月台，另外設有停泊維護路軌車輛的側線，可進行列車交會。月台之間設有跨線橋連接。在月台上設有候車室。本站由濱田鐵道部管理的無人車站。站內曾設有乘車站證明票發行機。站房的外牆在2019年塗上新裝，以海和天空作為設計。

### 月台
| 月台 | 路線     | 上下行 | 方向             |
| ---- | -------- | ------ | ---------------- |
| 1    | 山陰本線 | 上行   | 濱田、出雲市方向 |
| 2    | 山陰本線 | 下行   | 益田、新山口方向 |

※截至2017年3月，站內開始設置月台編號。在列車運輸指令上，兩月台編號也是相同。

## 使用狀況
以下為近年1日平均乘車人次列表：
| 乘車人次變化 | 乘車人次變化    |
| 年度         | 1日平均乘車人次 |
| ------------ | --------------- |
| 1984         | 81              |
| 1994         | 61              |
| 1999         | 38              |
| 2000         | 39              |
| 2001         | 37              |
| 2002         | 38              |
| 2003         | 29              |
| 2004         | 21              |
| 2005         | 19              |
| 2006         | 19              |
| 2007         | 20              |
| 2008         | 15              |
| 2009         | 11              |
| 2010         | 12              |
| 2011         | 11              |
| 2012         | 10              |
| 2013         | 8               |
| 2014         | 8               |
| 2015         | 6               |
| 2016         | 11              |
| 2017         | 10              |

## 車站周邊
- 大麻山
- 大麻簡易郵局
- 折居海灘
- 國道9號

## 相鄰車站
西日本旅客鐵道
山陰本線
- 快速水快車停車站。

周布－折居－三保三隅

## 注腳
1. 1 2 3  「鉄道省告示第57号」『官報』1924年3月29日（國立國會圖書館數碼化收藏）
2. ↑  「鉄道省告示第66号」『官報』1939年4月15日（國立國會圖書館數碼化收藏）
3. ↑  「運輸省告示第175号」『官報』1947年6月26日（國立國會圖書館數碼化收藏）
4. 1 2  . 交通新聞 (交通新聞社). 2019-08-07: 1.
5. ↑  島根縣統計書

## 外部連結
- 折居｜車站資訊：JR出門網 - 西日本旅客鐵道